# Власьево (Волоколамский район)
Власьево — деревня в Волоколамском районе Московской области России, входит в состав сельского поселения Спасское. Население — 1 чел. (2010).

## География
Деревня Власьево расположена на западе Московской области, в юго-восточной части Волоколамского района, на берегу озера на реке Каменке, примерно в 10 км к юго-востоку от города Волоколамска. Ближайшие населённые пункты — деревни Соснино и Таболово.

## Население
| 1859 | 1890 | 1899 | 1926 | 2002 | 2006 | 2010 |
| ---- | ---- | ---- | ---- | ---- | ---- | ---- |
| 214  | ↘122 | ↘99  | ↗163 | ↘8   | ↘1   | →1   |

## История
В «Списке населённых мест» 1862 года — казённая деревня 1-го стана Рузского уезда Московской губернии на просёлочной дороге между Волоколамским и Воскресенским трактами, в 27 верстах от уездного города, при колодцах, с 37 дворами и 214 жителями (105 мужчин, 109 женщин).
По данным на 1890 год — деревня Судниковской волости Рузского уезда с 122 душами населения.
В 1913 году — 36 дворов.
По материалам Всесоюзной переписи населения 1926 года — центр Власьевского сельсовета Судниковской волости Волоколамского уезда в 11 км от Осташёвского шоссе и 12 км от станции Волоколамск Балтийской железной дороги. Проживало 163 жителя (57 мужчин, 106 женщин), насчитывалось 32 хозяйства, среди которых 30 крестьянских.
С 1929 года — населённый пункт в составе Волоколамского района Московского округа Московской области. Постановлением ЦИК и СНК от 23 июля 1930 года округа как административно-территориальные единицы были ликвидированы.
1929—1939 гг. — деревня Шитьковского сельсовета Волоколамского района.
1939—1957 гг. — деревня Шитьковского сельсовета (до 17.07.1939) и Таболовского сельсовета Осташёвского района.
1957—1963, 1965—1973 гг. — деревня Таболовского сельсовета Волоколамского района.
1963—1965 гг. — деревня Таболовского сельсовета Волоколамского укрупнённого сельского района.
1973—1994 гг. — деревня Судниковского сельсовета Волоколамского района.
1994—2006 гг. — деревня Судниковского сельского округа Волоколамского района.
С 2006 года — деревня сельского поселения Спасское Волоколамского муниципального района Московской области.